# Braunschweigische Wissenschaftliche Gesellschaft
Die Braunschweigische Wissenschaftliche Gesellschaft (BWG) ist eine am 9. Dezember 1943 in Braunschweig gegründete interdisziplinäre, wissenschaftsintegrative Körperschaft des öffentlichen Rechts des Landes Niedersachsen. Als Gelehrtenvereinigung hat sie zum Ziel, sich forschend, fördernd und vermittelnd mit den gesamtgesellschaftlichen Leistungen von Wissenschaft und Technik in einem steten interdisziplinären Diskurs auseinanderzusetzen. Nach Struktur und Zielsetzung ist sie den Akademien der Wissenschaften analog und verfügt über das Selbstergänzungsrecht. Ihre ordentlichen Mitglieder haben ihre wissenschaftliche Heimat vorrangig in den technisch ausgerichteten Universitäten des Dreiecks Braunschweig – Clausthal – Hannover.
Die zentrale Aufgabe der BWG besteht darin, die fachlichen und mentalen Barrieren zwischen den Vertretern der Naturwissenschaften, Angewandten oder Technischen Wissenschaften und Geisteswissenschaften zu überwinden. Dies erreicht sie durch regelmäßige wissenschaftliche Bereichs- und Plenarsitzungen mit Vorträgen und Diskussionen. Jährlich verleiht sie die Carl-Friedrich-Gauß-Medaille an herausragende Wissenschaftlerinnen und Wissenschaftler aus dem In- und Ausland, und sie vergibt zusammen mit der TU Braunschweig, der Stiftung Braunschweigischer Kulturbesitz und der Evangelischen Landeskirche den Abt Jerusalem-Preis. Ein weiterer Schwerpunkt ist die Zusammenarbeit mit anderen wissenschaftlichen Institutionen weltweit. Durch Symposien, Vorträge und Publikationsreihen werden die wissenschaftlichen Ergebnisse der breiten Öffentlichkeit zugänglich gemacht und in die zivilgesellschaftliche Diskussion eingebracht. Die BWG ist Gründungsmitglied der ForschungRegion Braunschweig e. V. und beteiligt sich an regionalen Projekten. Sie pflegt Kontakt zu anderen wissenschaftlichen Akademien in Deutschland und arbeitet eng mit der Niedersächsische Akademie der Wissenschaften zu Göttingen zusammen (Vgl. die Neufassung der Satzung v. 15. Februar 2023).

## Geschichte
Die Gründung der BWG steht im Zusammenhang mit der während der Zeit des Nationalsozialismus im Land Braunschweig geplanten „Hochschulstadt“, für die nördlich des Hauptcampus der Technischen Universität Braunschweig (seinerzeit Technische Hochschule Braunschweig) Land angekauft worden war. Hier sollten die Bergakademie Clausthal (heute Technische Universität Clausthal) und die TH Braunschweig institutionell enger zusammengeführt und ihre Forschungen mittels der BWG enger verzahnt werden.
Die Gründe für die Schaffung der BWG waren dabei komplex: Einerseits wollte man im Land Braunschweig eine wissenschaftliche Einrichtung etablieren, deren Stoßrichtung gegen die wissenschaftliche Konzentration Hannovers (und insbesondere gegen die dort geplante „Leibniz-Gesellschaft zur Förderung der Wissenschaften in Niedersachsen“) gerichtet war (die Bezeichnung 'Niedersachsen' war damals bereits etabliert, aber noch kein präziser politisch-territorialer Begriff), andererseits standen unklare und in ihren Tendenzen oftmals gegeneinander wirkende Initiativen des Reichsministeriums für Wissenschaft, Erziehung und Volksbildung, des Landes Braunschweig, der TH Braunschweig und der 1937 gegründeten Bernhard-Rust-Hochschule für Lehrerbildung (der späteren Pädagogischen Hochschule Braunschweig) im Raum, deren gemeinsamer Nenner eine Neuordnung der Hochschullandschaft war, die sich im Kern gegen die preußische Dominanz richtete.
Zugleich gab es seitens des Reichsluftfahrtministeriums unter Leitung Hermann Görings Bestrebungen, in der Nähe der Reichswerke Hermann Göring (Vorläufer der Salzgitter AG) die Ingenieurausbildung der TH Braunschweig, des Wolfenbütteler Technikums (Vorläuferinstitution der Ostfalia Hochschule für angewandte Wissenschaften) und einer noch zu gründenden erdölwissenschaftlichen Institution zu konzentrieren.
Aufgrund ihrer späten institutionellen Realisierung konnte die BWG während der NS-Herrschaft keine nennenswerten Aktivitäten mehr entfalten. Die erste Arbeitstagung fand im Dezember 1943 statt; das erste (und einzige) Jahrbuch in der nationalsozialistischen Zeit erschien 1944. Nach der Kapitulation 1945 bat der erste Präsident der BWG Fritz Gerstenberg (1881–1963) um seine Entbindung vom Amt. Auf ihn folgte Gustav Gassner (1881–1955) – der bis zu seinem von der NSDAP erzwungenen Rücktritt im März 1933 Rektor der TH Braunschweig gewesen war – als zweiter Präsident.
Wie bei allen wissenschaftlichen Institutionen gilt auch für die BWG der Zeit nach dem Zweiten Weltkrieg, dass es eine hohe Kontinuität von Mitgliedern gab, die während des Nationalsozialismus Schlüsselpositionen innehatten. Und wie bei vielen anderen Institutionen hat diese Kontinuität eine zügige Aufarbeitung der Geschichte und Rolle der BWG in den Jahren 1943–1945 lange Zeit verhindert. Seit den späten 1980er Jahren wurde diese Geschichte jedoch zunehmend erforscht, wobei die Initiativen zunächst aus den Reihen der BWG selbst kamen. Hier ist v. a. der damalige Rektor der TU Clausthal Georg Müller zu nennen.
Seit 1991 fanden sich in den „Abhandlungen der Braunschweigischen Wissenschaftlichen Gesellschaft“ vermehrt Studien, die die Geschichte der Institution erforscht und kontextualisiert haben. Mit den umfassenden Arbeiten der Historiker Daniel Weßelhöft und Oliver Matuschek (1943–2013: 70 Jahre Braunschweigische Wissenschaftliche Gesellschaft, 2013) und des Soziologen Ulrich Menzel (Das Selbstverständnis der BWG, 2024) darf die Gründungsgeschichte der BWG als mustergültig und kritisch aufgearbeitet gelten (siehe die Anmerkungen). Aus Anlass ihres 80. Geburtstags veranstaltete die BWG 2023 ein interdisziplinäres kritisches Kolloquium, das sich der Kooperation der Technikwissenschaften und damit auch der BWG in der Zeit des Nationalsozialismus widmete.
In der Nachkriegszeit begann die eigentliche wissenschaftliche Arbeit der BWG. Unter ihrem Präsidenten Gustav Gassner und seinen Nachfolgern lud man gezielt Kollegen ein, die in der Zeit des sog. Dritten Reichs ihre Ämter verloren hatten und teilweise ins Exil gehen mussten. Zu den Aufgaben, die die BWG anging, gehörte die Herausgabe der Kritischen Edition der Werke des Schriftstellers Wilhelm Raabe (1831–1910). Sie wurde 1951 von Karl Hoppe begonnen, der seit 1932 Professor für Deutsche Sprache und Literatur an der TH Braunschweig war. 1973 übernahm der Kafka-Forscher Jost Schillemeit – wie sein Vorgänger Hoppe germanistischer Lehrstuhlinhaber an der TH/TU Braunschweig – die Federführung dieser monumentalen Ausgabe, deren Verlauf auch die Fortschritte der Editionswissenschaft dokumentiert. Nach 43 Jahren Bearbeitungszeit liegt sie seit 1994 in 21 Bänden und 5 Ergänzungsbänden vor.
Seit Beginn der 1970er Jahre sucht die BWG zunehmend den Weg in die Öffentlichkeit. Sie sieht seitdem eine ihrer wesentlichen Aufgaben im Brückenschlag zwischen exzellenter akademischer Forschung und einem interessierten Publikum. In den vergangenen fünf Jahrzehnten sind in der Verfolgung dieses Vermittlungsziels die unterschiedlichsten Wege eingeschlagen worden, die von regelmäßigen Vortragsreihen, Kolloquien, Debatten bis hin zur Öffnung universitärer Veranstaltungen reichen. Zu den fächerübergreifenden Aufgaben der BWG, die weit in die Öffentlichkeit reichten, gehört die unter ihrem Mitglied Martin Gosebruch – Ordinarius für Kunstgeschichte an der TH (ab 1968: TU) Braunschweig – unternommene Mitarbeit in der Kommission für Niedersächsische Bau- und Kunstgeschichte (heute: Landeskommission für Bau- und Kunstdenkmalpflege). Durch die Inhaber des Lehrstuhls für Architekturgeschichte der TU Braunschweig, die Mitglieder der BWG waren resp. sind (zuletzt Harmen Thies, Alexander von Kienlin und Ulrike Fauerbach) ist diese fachliche Nähe und Kontinuität gewahrt.
Nach Jahren ohne festen Sitz residiert die BWG seit 1991 in der ehemaligen Villa Berta Löbbecke (siehe unten). Diese räumliche Verstetigung ging in den 1990er Jahren einher mit einer doppelten Neujustierung. Zum einen wandte man sich kritisch der eigenen Geschichte zu; zum anderen stand (und steht seitdem) die inhaltliche und strukturelle Modernisierung auf der Tagesordnung. Strukturell ging es zunächst darum, die BWG demokratischer zu gestalten: Durch eine Satzungsänderung wurde die Leitung der BWG in die Hände eines Kollegiums von Präsident und zwei Vizepräsidenten gelegt. Unter der langjährigen Präsidentschaft des Chemiker Hans-Joachim Klein und der Vizepräsidentschaft des Philosophen Claus-Artur Scheier wurden ab 2000 zahlreiche neue inhaltliche Akzente gesetzt. Dazu zählen interdisziplinäre Arbeitskreise und Denkforen innerhalb der BWG, aber auch trans- und interdisziplinäre Foren, die die BWG mit anderen wissenschaftlichen, kulturellen und politischen Akteuren vernetzen – genannt seien hier nur die jährlichen Symposien zu Bioethik und die Kommissionen (siehe weiter unten).
Im Rahmen ihrer regionalen Vernetzung hat die BWG Gründungsmitglied aktiv zum Aufbau der „ForschungRegion Braunschweig e. V.“ beigetragen. Gleichermaßen bedeutend war das Engagement der BWG als wissenschaftliche Koordinatorin der erfolgreichen Bewerbung der Stadt Braunschweig um den Titel „Stadt der Wissenschaft 2007“. Das 2008 gegründete „Haus der Wissenschaft“ in Braunschweig ist ein Zeichen der Nachhaltigkeit dieser Auszeichnung. Unter der Präsidentschaft des Geoökologen Otto Richter (2017–19 und 2020–21) wurde das Spektrum der wissenschaftlichen Aktivitäten durch die Gründung des Querschnittbereichs „SynEnz“ im Hinblick auf Themen mit hoher wissenschaftlicher und gesellschaftlicher Relevanz ausgeweitet. In seine Präsidentschaft fällt auch die Gründung der Jungen BWG (siehe unten).
Dass der Prozess der Modernisierung nicht immer reibungsfrei verläuft, zeigte die (aufgrund der Coronabestimmungen digital abgehaltene) Plenarversammlung der BWG 2020. Der damalige Präsident Ulrich Reimers, der 2019 zum Präsidenten der Gesellschaft gewählt wurde, scheiterte mit seinen Vorschlägen. In der Folge trat er im Juni 2020 aus Protest gegen den reformskeptischen Widerstand innerhalb der Gesellschaft zurück. Trotz dieses Eklats und unter den erschwerten Bedingungen der ersten Corona-Jahre, die Plenarsitzungen ausschließlich digital zuließen, wurde die Modernisierung – die neben der fachlichen Öffnung und der Förderung junger Wissenschaftler – in den vergangenen Jahren konsequent weitergeführt. Zunächst erneut unter der Präsidentschaft Otto Richters; ab 2023 dann unter der des Medizininformatikers Reinhold Haux.

## Satzungsgemäße Zielsetzung
Ihre grundlegende Aufgabenstellung ist, die Überwindung der fachlichen und mentalen Schranken zwischen Vertretern der Naturwissenschaften, Angewandten oder Technischen Wissenschaften und Geisteswissenschaften zu fördern. Dies vollzieht sie durch regelmäßige wissenschaftliche Bereichs- und Plenarsitzungen mit Referaten und Diskussionen. Sie verleiht in der Regel jährlich die Carl-Friedrich-Gauß-Medaille an wissenschaftlich besonders verdiente Gelehrte des In- und Auslandes. Die Zusammenarbeit mit anderen wissenschaftlichen Institutionen über alle nationalen Grenzen hinweg ist ein weiterer Schwerpunkt. Durch Symposien und Vorträge wird die breitere Öffentlichkeit hergestellt, um die Ergebnisse der Wissenschaften auch in die zivilgesellschaftliche Diskussion einzubringen.

## Struktur
Die BWG ist in drei Klassen unterteilt: Mathematik- und Naturwissenschaften, Ingenieurwissenschaften, Geisteswissenschaften. Diese bestehen aus „ordentlichen“ sowie „korrespondierenden“ Mitgliedern und werden jeweils von Klassenvorsitzenden geleitet. Die Zahl der ordentlichen Mitglieder unter 70 Jahren ist limitiert. Neue Mitglieder werden auf Vorschlag der Klassen nach erfolgreicher externer wissenschaftlicher Begutachtung und Empfehlung durch die Vollversammlung nachgewählt.
Die drei Klassen der BWG sind:
- Mathematik- und Naturwissenschaften,
- Ingenieurwissenschaften,
- Geisteswissenschaften.

Die Leitung der Gesellschaft obliegt dem Präsidenten. Ihm stehen zwei Vizepräsidenten zur Seite. Die Vizepräsidenten führen die Geschäfte der Gesellschaft und geben in Zusammenarbeit mit den Klassenvorsitzenden die Abhandlungen sowie das Jahrbuch der BWG heraus.

## Querschnittsbereiche und Kommissionen
Zur Modernisierung der BWG gehören die seit 2017 etablierten Querschnittsbereiche und Kommissionen. Ihre Aufgabe ist es, wissenschaftliche Synergieeffekte inner- und außerhalb der BWG freizusetzen. Zur Zeit (April 2025) sind folgende Kommissionen eingerichtet und haben ihre Arbeit aufgenommen:
- Kommission Synergie und Intelligenz: technische, ethische und rechtliche Herausforderungen des Zusammenwirkens lebender und nicht lebender Entitäten im Zeitalter der Digitalisierung (SYnENZ)[16]
- Kommission Jüdische Geschichte und Kultur zwischen Harz und Heide[17]
- Kommission Wissenschaftskarrieren[18]
- Kommission Gauß-Jahr 2027[19]
- Kommission Bioethik[20]
- Kommission Technik – Lebensweisen – Transformation (NFTLT)[21]
- Querschnittsbereich RECOLLECT[22]

## Junge BWG
Die Junge BWG wurde 2018 gegründet und ist eine Initiative der Braunschweigischen Wissenschaftlichen Gesellschaft zur Förderung des wissenschaftlichen Nachwuchses in Niedersachsen. Sie wählt einen eigenen Vorstand. Die Junge BWG besteht aus bis zu 30 Wissenschaftlern, die sich in einer frühen Phase der wissenschaftlichen Karriere nach der Promotion befinden. Neue Mitglieder können auf Vorschlag der Mitgliederversammlung der Jungen BWG durch den Präsidenten der BWG ernannt werden. Die Junge BWG unterstützt die Karriereentwicklung ihrer Mitglieder durch Netzwerkformate und interdisziplinären Austausch. Dazu gehören regelmäßige Sitzungen und gemeinsame Aktivitäten der Jungen BWG. Darüber hinaus richtet die Junge BWG Veranstaltungen zu Themen wie Karriereperspektiven im Wissenschaftssystem aus. Viele Mitglieder wurden während ihrer Zeit in der Jungen BWG auf eine Professur berufen.

## Sitz

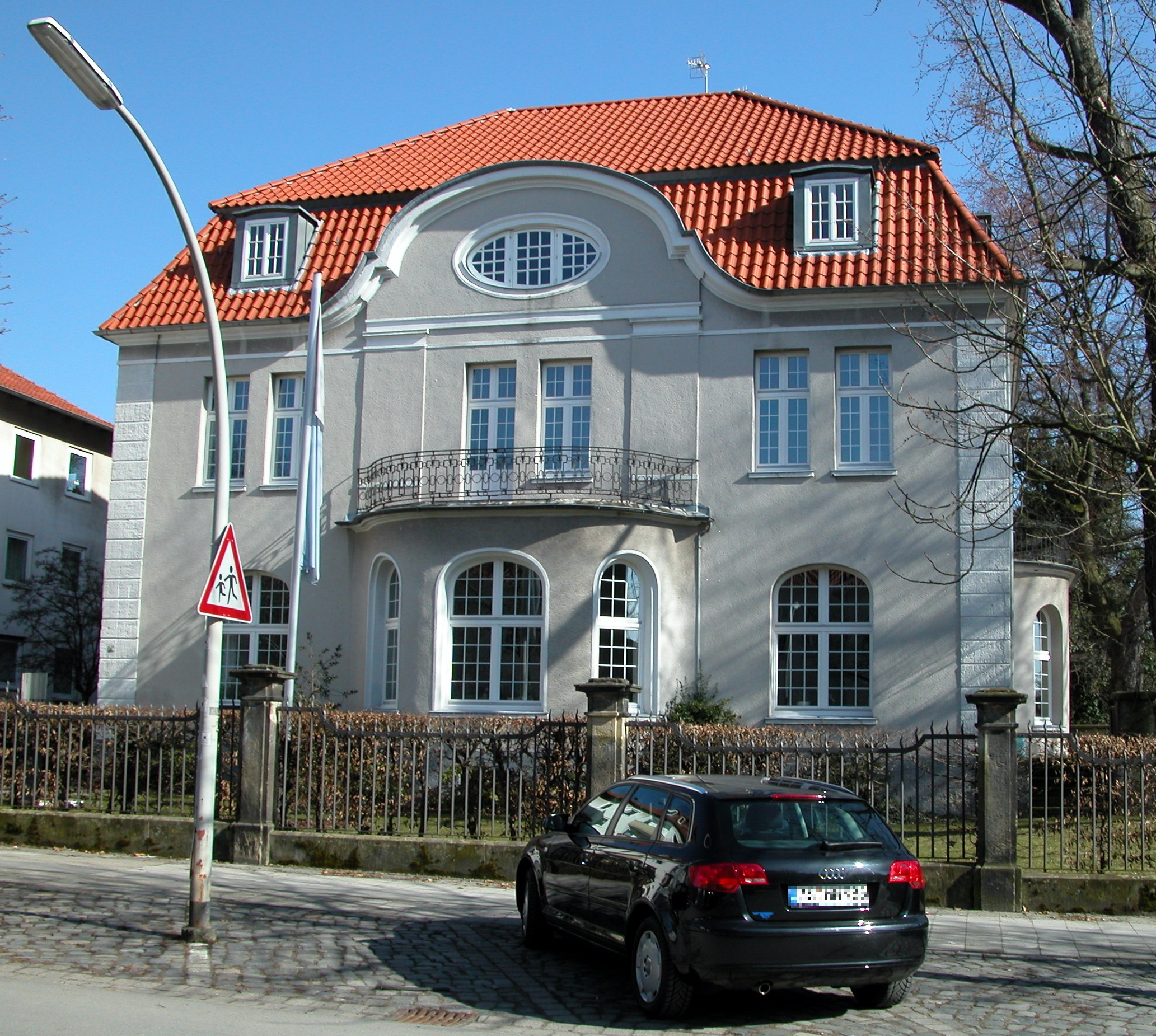
Die ehemalige „Villa Felmy“, in der sich heute unter anderem der Sitz der BWG befindet.

Ihren Sitz hat die Braunschweigische Wissenschaftliche Gesellschaft in der mit Einflüssen des Jugendstils versehenen neobarocken Villa Berta Löbbecke (auch Felmy-Villa genannt), die 1906/1907 auf einem an der Oker gelegenen Gartengrundstück auf dem Fallersleber-Tor-Wall errichtet wurde und zu den wenigen im Wesentlichen erhaltenen älteren Gebäuden der Straße gehört. Neben der BWG beherbergt die Villa das regionale Studio Braunschweig des Norddeutschen Rundfunks.

## Carl-Friedrich-Gauß-Medaille
Siehe auch: Carl-Friedrich-Gauß-Medaille.
Zum Gedenken an den Mathematiker Carl Friedrich Gauß (1777–1855), den bedeutendsten Schüler des Collegium Carolinum zu Braunschweig, hat die Braunschweigische Wissenschaftliche Gesellschaft die Gauß-Medaille gestiftet, die seit 1949 für herausragende wissenschaftliche Leistungen in den von der BWG abgebildeten wissenschaftlichen Disziplinen verliehen wird. Die bronzene, kreisrunde Medaille mit einem Durchmesser von 90 mm und einer Dicke von 8 mm zeigt auf der Vorderseite ein Bild von Gauß mit der Umschrift Carl Friedrich Gauß, geb. zu Braunschweig 30.04.1777. Die Rückseite trägt die Inschrift Braunschweigische Wissenschaftliche Gesellschaft und pro summis litterarum meritis. Der Rand der Medaille nennt den Namen des Inhabers und das Verleihungsdatum.
Die Medaille wurde im Auftrag der BWG 1949 vom Künstler Kurt Edzard (1890–1972) gestaltet, der seit 1946 Professor für Modellieren und Aktzeichnung am Institut für Architektur der TU Braunschweig war.

## Abt Jerusalem-Preis
Zum Gedenken an Friedrich Wilhelm Jerusalem (1709–1789) stiften die Evangelisch-lutherische Landeskirche in Braunschweig, die Stiftung Braunschweigischer Kulturbesitz, die Technische Universität Braunschweig und die Braunschweigische Wissenschaftliche Gesellschaft den Abt-Jerusalem-Preis. Dieser Preis wird für herausragende wissenschaftliche Beiträge zum Dialog zwischen Geistes-, Natur- und Technikwissenschaften verliehen. Die Stifter betrachten den Preis als Beitrag zur Stärkung der Forschungsregion Braunschweig. Er wurde erstmals 2009 anlässlich des 300. Geburtstages von Abt Friedrich Wilhelm Jerusalem verliehen. Der Turnus ist seitdem 3-jährig. Er wird im Rahmen einer öffentlichen Festveranstaltung in der Klosterkirche zu Riddagshausen vergeben. Die Veranstaltung würdigt die wissenschaftlichen Verdienste der Preisträger und fördert den interdisziplinären Austausch. Die bisherigen Preisträger waren:
- 2009: Nicole C. Karafyllis
- 2012: Wolfgang König
- 2015: Gerd de Bruyn
- 2017: Jürgen Osterhammel
- 2019: Franz Josef Radermacher
- 2022: Katharina Zweig
- 2024: Claudia Kemfert

## Namentliche Mitglieder
- siehe Kategorie:Mitglied der Braunschweigischen Wissenschaftlichen Gesellschaft